# Monte Hasan
Il monte Hasan (in turco  Hasan Dağı) è uno stratovulcano in fase di quiescenza della Turchia, a sud della città di Aksaray. Raggiunge un'altitudine di 3.253 m s.l.m.